# Shohei Komatsu
Shohei Komatsu (Japans: 小松昌平) (Fukuoka, 14 april 1990) is een Japanse stemacteur. Komatsu is het meest bekend door zijn rol in het computerspel Super Mario Odyssey, waar hij de stem van Cappy verzorgde.

## Biografie
Komatsu werd geboren op 14 april 1990 in de prefectuur Fukuoka. Op de middelbare school beoefende Komatsu karate en kendo, en werd hij lid van de theaterclub op zijn school.
In 2011 sloot hij zich aan bij HIROZ, en maakte hij gebruik van zijn ervaring in karate en kendo. Ook werkte hij in het Japanse pretpark New Reoma World als presentator, danser en acteur. Na als hoofd-presentator in een theatergezelschap te hebben gewerkt, raakte hij geïnteresseerd in stemwerk en studeerde in 2012 af aan HIROZ en verhuisde naar Tokio. Hij solliciteerde in 2013 voor de 7e ''Voice Actor Award Newcomer Discovery Audition'', maar werd afgewezen. Daarna won hij het aanbevelingskader van internetstemacteursschool "MANAVO!", en daagde de 2014 8e ''Voice Actor Award Newcomer Discovery Audition'' opnieuw uit. Als resultaat van de auditie werd hij benaderd door maximaal acht bedrijven en trad hij toe tot Ken Production's gelieerde school voor stemacteurstraining, en vanaf april 2015 werd hij juniorlid van hetzelfde stembureau.
Op 16 september 2019 meldde hij dat hij lid werd van MENSA, een non-profitorganisatie waarvan het belangrijkste doel is om te communiceren met mensen met IQ's in de top 2% van de bevolking. Dit is het tweede MENSA-lid dat stemacteur is, na Kotori Koiwai.

## Filmografie

### Anime
| Jaar    | Titel                                        | Rol                                         |
| ------- | -------------------------------------------- | ------------------------------------------- |
| 2014    | Bakumatsu Rock                               | N/A                                         |
| 2015    | Pretty Cure All Stars: Spring Carnival       | N/A                                         |
| 2016    | My Hero Academia                             | Student                                     |
| 2016    | Concrete Revolutio                           | Verslaggever                                |
| 2016    | Yo-kai Watch                                 | Jongeren                                    |
| 2016    | Kabaneri of the Iron Fortress                | Jager                                       |
| 2016    | Days                                         | Eiki Sato, Andere schoolleden, Toeschouwers |
| 2016    | Macross Delta                                | Soldaat                                     |
| 2017    | Onihei Hankachō                              | Dief, Jonge monnik                          |
| 2017    | Shinkansen Henkei Robo Shinkalion            | Stadsmensen, Klanten                        |
| 2017    | Eromanga Sensei                              | Omroeper, Megumi's klasgenoot               |
| 2017    | Love and Lies                                | Jongen                                      |
| 2017    | The Idolmaster SideM                         | Ren Fangzaki                                |
| 2017    | Kaiketsu Zorori                              | Politieagent                                |
| 2017    | Gundam Build Fighters                        | Personeel                                   |
| 2017-18 | Attack on Titan                              | Nile no sokkin, Barman, Chosa-hei           |
| 2018    | Sanrio Boys                                  | Ma-kun-leden, Kyudo-leden, Voetballeden     |
| 2018    | Pikachin Kit                                 | Buitenaards wezen                           |
| 2018    | Okko's Inn                                   | Klant                                       |
| 2018    | Double Decker! Doug & Kirill                 | Gastheer B                                  |
| 2018    | Karakuri Circus                              | Jim                                         |
| 2018    | Pokémon the Movie: The Power of Us           | Helger                                      |
| 2018    | God Eater                                    | N/A                                         |
| 2019    | Run with the Wind                            | N/A                                         |
| 2019    | Inazuma Eleven: Orion no Kokuin              | Chau Shin                                   |
| 2019    | Wise Man's Grandchild                        | Augustus von Mackensen, Werknemer           |
| 2019    | Pokémon The First Movie: Mewtwo Strikes Back | Trainer                                     |
| 2020    | Number24                                     | Yasuya Tsuru                                |
| 2020    | Akudama Drive                                | Man                                         |
| 2020-21 | Show by Rock!!                               | Hatchin                                     |
| 2021    | King's Raid                                  | Eddie                                       |

### Animatie
| Jaar | Titel                              | Rol      |
| ---- | ---------------------------------- | -------- |
| 2015 | Pac-Man and the Ghostly Adventures | Geest    |
| 2016 | Rudolf the Black Cat               | Kinderen |
| 2018 | Spider-Man: Into the Spider-Verse  | N/A      |

### Computerspellen
| Jaar | Titel                                 | Rol                   |
| ---- | ------------------------------------- | --------------------- |
| 2017 | Trickster Online                      | Adele                 |
| 2017 | Dragon Nest                           | Narcis                |
| 2017 | Super Mario Odyssey                   | Cappy                 |
| 2017 | Redstone2                             | Archa                 |
| 2018 | Attack on Titan 2                     | Hero_Type3            |
| 2018 | Caravan Stories                       | Mignono               |
| 2018 | Tensei Nimai, Sui na Hana             | Akiichi Shiina        |
| 2018 | Princess Connect! Re:Dive             | Insectenmonster       |
| 2018 | Kabaneri of the Iron Fortress         | N/A                   |
| 2019 | Touken Ranbu                          | Tadahiro Hizen        |
| 2019 | Pokemon Masters                       | Nejiki                |
| 2019 | God Eater Resonant Ops                | Sei Yagami            |
| 2019 | SD Gundam G Generation                | General Soldier Voice |
| 2019 | BUSTAFELLOWS                          | Yang                  |
| 2019 | Crimson Clan                          | Lancaster Philby      |
| 2020 | Show by Rock!!                        | Hatchin               |
| 2020 | Shadowverse                           | Marion Nettar         |
| 2020 | Captain Tsubasa Rise of New Champions | Bossi                 |
| 2020 | Trials of Mana                        | N/A                   |
| 2020 | Dragon Quest Rivals Ace               | Henry                 |
| 2021 | Granblue Fantasy                      | Kusuki                |
| 2021 | The Idolmaster Poplinks               | Ren Fangzaki          |

### Liveaction nasynchronisatie
| Jaar (Film/Serie) | Titel                     | Rol                           |
| ----------------- | ------------------------- | ----------------------------- |
| 1993              | Robin Hood: Men in Tights | Will                          |
| 2002              | Foyle's War               | Nikolai Brachenko             |
| 2005              | Grey's Anatomy            | Niko Kim                      |
| 2011              | Top Boy                   | Jamie                         |
| 2011              | Once Upon a Time          | August                        |
| 2012              | Scandal                   | Tad                           |
| 2013              | The Goldbergs             | Matt Bradley                  |
| 2015              | The Merchant: Gaekju 2015 | Student                       |
| 2015              | Killjoys                  | Jack                          |
| 2016              | Barbershop: The Next Cut  | N/A                           |
| 2016              | City of Tiny Lights       | Stewart                       |
| 2016              | Wanted                    | David Buckley                 |
| 2016              | Bull                      | Martin Hamilton               |
| 2016              | The Young Pope            | Lenny Boyhood                 |
| 2016              | Lucifer                   | Nate                          |
| 2017              | Daughters of Destiny      | Harrysh                       |
| 2017              | El Chapo                  | Chapito, Kino, Poyo, Assassin |
| 2018              | Action Point              | Steve                         |
| 2018              | La sombra de la ley       | León                          |
| 2018              | The 15:17 to Paris        | Francis                       |
| 2018              | Find Me in Paris          | Dash Khan                     |
| 2018              | The Little Drummer Girl   | Willie                        |
| 2018              | The Resident              | Evan                          |
| 2019              | The Last Summer           | Chad                          |
| 2019              | Love Alarm                | N/A                           |
| 2019              | Too Old to Die Young      | Michael                       |